# Durand, Wisconsin
Durand är administrativ huvudort i Pepin County i Wisconsin i USA. Orten har fått namn efter bosättaren Miles Durand Prindle. Vid 2010 års folkräkning hade Durand 1 931 invånare.